# Camperol de Nova Bretanya
El camperol de Nova Bretanya (Cincloramphus grosvenori; syn: Megalurulus grosvenori) és una espècie d'ocell de la família dels locustèl·lids (Locustellidae). És endèmic de les terres altes de l'illa de Nova Brestanya, a l'arxipèlag de Bismark (Papua Nova Guinea). Els seus hàbitats principals són els boscos tropicals i subtropicals de frondoses humits de l'estatge montà. Està amenaçat per la pèrdua d'hàbitat i per la introducció d'espècies invasores al seu hàbitat, principalment rates. El seu estat de conservació es considera vulnerable.
Comparteix l'illa amb un altre ocell del mateix gènere, el camperol rovellat, el qual es restringeix a les zones boscoses de les terres baixes.

## Taxonomia
Segons la llista mundial d'ocells del Congrés Ornitològic Internacional (versió 13.2, agost 2023) aquest tàxon està classificat en el gènere Cincloramphus. Tanmateix, altres obres taxonòmiques, com el Handook of the Birds of the World i la quarta versió de la BirdLife International Checklist of the birds of the world (Desembre 2019), el classifiquen encara com a única espècie del gènere Megalurulus.